# Heinz Szillat
Heinz Szillat (* 18. September 1912 in Mohrungen; † 1999) war ein deutscher Maler und Grafiker.

## Leben und Werk
Szillat studierte ab 1932 Malerei an der Akademie der Bildenden Künste München. Danach arbeitete er, unterbrochen durch die Teilnahme am Zweiten Weltkrieg und die Kriegsgefangenschaft, als freischaffender Maler und Grafiker in Dessau. Neben Benno Butter (1914–1985), Irmela und Martin Hadelich, Carl Marx und Hans-Erich Schmidt-Uphoff prägte Szillat das Bild Dessaus beim Wiederaufbau nach 1945. Er porträtierte auch Dessauer Persönlichkeiten wie 1972 den Komponisten Siegfried Bethmann (1915–1993) und 1987 Joachim Specht. Das Bild Bethmanns befindet sich im Stadtarchiv Dessau-Roßlau.
Szillat arbeitete mit dem Dessauer Maler Paul Schwerdtner (1911–1990) bei Auftragsarbeiten zusammen. Neben seiner künstlerischen Arbeit leitete er im Kreiskulturhaus Dessau einen Mal- und Zeichenzirkel.

## Werke (Auswahl)
- Musizierende FDJler (Tafelbild, 1953)[3][4]
- Frühstück auf dem Felde (Öl auf Spanplatte, ca. 103 × 127 cm, 1959)[5]

## Ausstellungen (mutmaßliche unvollständig)
- 1982: Dessau, Staatliche Galerie